# Creoxylus spinosus
Creoxylus spinosus är en insektsart som först beskrevs av Fabricius 1775.  Creoxylus spinosus ingår i släktet Creoxylus och familjen Pseudophasmatidae. Inga underarter finns listade i Catalogue of Life.